# 小川真人
小川 真人（おがわ まさと、1952年1月4日 - ）は、熊本県を拠点に活動する日本のフリーアナウンサー。

## 経歴
福岡県北九州市出身。早稲田大学(落語研究会在籍)を卒業。
鹿児島テレビ（KTS）、1979年よりテレビ埼玉(開局より)、1982年より熊本県民テレビ（KKT）(開局より)に、それぞれ在籍。KKTでは報道制作局参事を歴任。
2024年3月まで古巣のKKTで定時ニュース等を担当した一方、古巣のKTSの関連企業であるフレンズFMへも月1出演をしている。

## 現在の担当番組
- イブニングレディオ(フレンズFM)毎月最終金曜に『落語歳時記』を担当

## 過去の担当番組
KTS
- 総合司会やスポーツ中継(プロ野球オープン戦等)を担当。

テレビ埼玉
- スタジオセブン(司会)
- スポーツ中継　
  - 全国高等学校サッカー選手権大会・埼玉県大会
  - 全国高等学校野球選手権埼玉大会
  - TVSライオンズアワー（西武主管試合）
  - TVSヒットナイター（日本ハム主管試合）

KKT
- NNNくまもとNOW
- ニュースプラス1くまもと
- てれビタ（ニュース担当）
- ザ・談
- スポーツ中継
- あなたとKKT
- 24時間テレビ
- KKTニュース

J:COM・J SPORTS
- 九州地区高等学校野球大会(2018年・2019年の秋季の決勝実況)